# 리메모리: 기억추출
《리메모리: 기억추출》(영어: Rememory)은 캐나다, 영국, 미국에서 제작된 마크 펄랜스키 감독의 2017년 SF 미스터리 드라마 영화이다. 피터 딩클리지 등이 출연하였고, 대니얼 베커먼 등이 제작에 참여하였다.

## 출연진
- 피터 딩클리지 - 샘 블룸 역
- 줄리아 오먼드 - 캐럴린 던 역
- 마틴 도너번 - 고든 던 역
- 안톤 옐친 - 토드 역
- 헨리 이언 큐식 - 로버트 로턴 역
- 에블린 브로슈 - 웬디 포크 역
- 맷 엘리스 - 대시 블룸 역
- 콜린 로런스 - 마이크 버클런드 형사 역
- 채드 크로척 - 닐 프랭클 역
- 스콧 하일런즈 - 찰스 역
- 캐스린 커크패트릭 - 베카 역
- 캐리 앤 플레밍 - 노마 마이어스 역